# Husieskolan

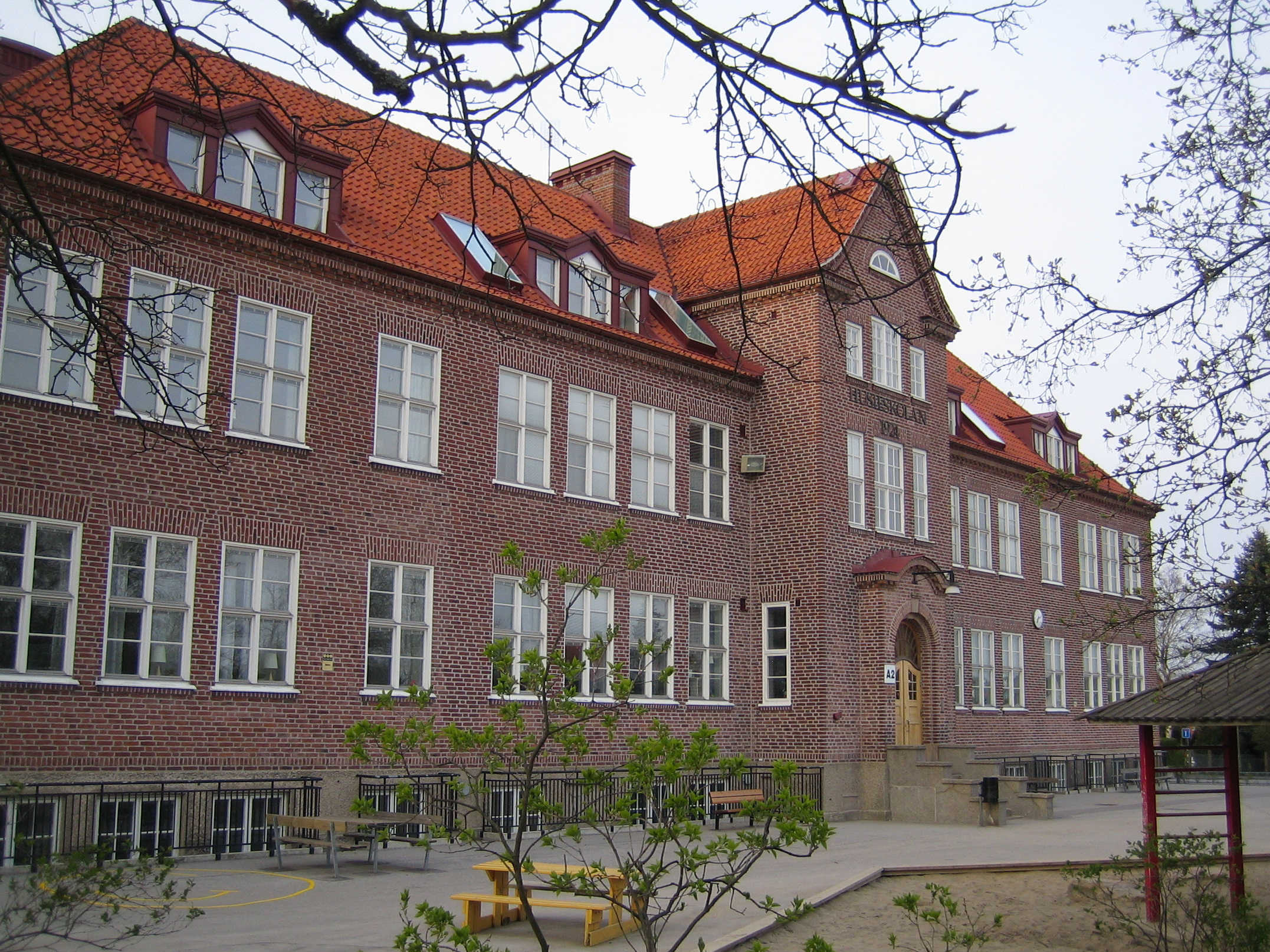
Husieskolan

Husieskolan är en skola i Husie stadsdel som stod klar 1924 kostade 112 000 kr och var den dittills dyraste i Oxie härad. Skolan byggdes till folket runt omkring i byarna då småskolorna var för små. 1935 då Husie blev en del av Malmö lades de andra skolorna ner och Husieskolan kom i centrum. På 1950-talet växte Videdal och Riseberga upp och folkmängden ökade. På 1960-talet byggdes Videdalsskolan då Husieskolan var för liten. Skolundervisningen i Husie omorganiserades och 2 nya skolor uppfördes, Risebergaskolan och Videdalsskolan.  Skolan är numera en F-6 skola och har cirka 300 elever.